# Yuko Takase
Yuko Takase (født 25. november 1991) er en japansk fodboldspiller, som spiller for den japanske fodboldklub Roasso Kumamoto.